# Красномакский сельский совет
Красномакский сельский совет (укр. Красномацька сільська рада, крымскотат. Büyük Qaralez köy şurası, Буюк Къаралез кой шурасы) — административно-территориальная единица в Бахчисарайском районе в составе АР Крым Украины (фактически до 2014 года; ранее до 1991 года — в составе Крымской области УССР в СССР, до 1954 года — в составе Крымской области РСФСР в СССР).
В начале 1920-х годов в составе Бахчисарайского района  был образован Биюк-Каралезский сельсовет, видимо, при создании в Крыму системы сельсоветов. На момент всесоюзной переписи населения 1926 года включал 4 села:
В 1935 году из Бахчисарайского района выделен новый Фотисальский район, в том же году (по просьбе жителей), переименованный Куйбышевский, которому переподчинили сельсовет.
Указом Президиума Верховного Совета РСФСР от 21 августа 1945 года «О переименовании сельских Советов и населенных пунктов Крымской области» Биюк-Каралезский сельсовет был переименован в Красномакский. С 25 июня 1946 года сельсовет в составе Крымской области РСФСР, а 26 апреля 1954 года Крымская область была передана из состава РСФСР в состав УССР. На 15 июня 1960 года в составе совета числились населённые пункты:

| - Залесное - Красный Мак - Кре́пкое | - Фронтовое - Холмовка |

Указом Президиума Верховного Совета УССР «Об укрупнении сельских районов Крымской области», от 30 декабря 1962 года Куйбышевский район был упразднён и сельсовет вновь присоединили к Бахчисарайскому. 15 февраля 1965 года Фронтовое передано в состав Севастопольского горсовета. Крепкое исключено из списков после 1 июня 1977 года, поскольку на эту дату ещё числилось среди действующих. Ходжа-Сала возрождена в 1990 году. С 12 февраля 1991 года село в восстановленной Крымской АССР, 26 февраля 1992 года переименованной в Автономную Республику Крым.
К 2014 году сельсовет включал 4 села:
- Залесное
- Красный Мак
- Ходжа-Сала
- Холмовка.

С 2014 года на месте сельсовета находится Красномакское сельское поселение.